# Robert Meldau
Robert Julius Gustav Meldau (* 14. Februar 1891 in Köln; † 14. Februar 1978 in Gütersloh) war ein deutscher Ingenieur, Buchautor und Patentanwalt.

## Leben
Robert Meldau war Sohn eines Fabrikbesitzers. Bevor er sich technischen Studien widmete, studierte er an der Sorbonne Kunstgeschichte und absolvierte ein kaufmännisches Praktikum in Manchester. Als Kriegsfreiwilliger beim Kölner Pionierbataillon unterbrach er während des Ersten Weltkriegs sein Maschinenbaustudium an der TH Hannover. Im November 1914 wurde er bei Ypern verwundet, war aber nach seiner Genesung weiter im Kriegseinsatz an der Westfront und wurde 1917 Kompanieführer. Sein Studium beendete er nach dem Krieg 1920 als Diplom-Ingenieur. Ebenfalls an der TH Hannover promovierte er 1921. Praktische Berufserfahrung auf dem Gebiet der Staubtechnik sammelte er bei dem Berliner Unternehmen Deutsche Luftfilter-Baugesellschaft (Delbag). 1922 heiratete er Gerritje, Tochter des Physikers Julius Precht. 1925 wurde Meldau wissenschaftlicher Berater des Reichskohlenrates. Mit Unterstützung seiner Frau gründete er 1926 ein Laboratorium für Staubtechnik in Berlin. 1927 erfolgte die Eröffnung einer eigenen Kanzlei als Patentanwalt. Meldaus Hauptwerk Der Industriestaub, das 1931 auch ins Russische übersetzt wurde und in  späteren Auflagen Handbuch der Staubtechnik hieß, veröffentlichte er ebenfalls 1926. Als Mitglied des Vereins Deutscher Ingenieure (VDI) und des Berliner Bezirksvereins des VDI gehörte er 1927 zu den Gründungsmitgliedern des vom VDI-Bezirksverein Berlin gegründeten regionalen Fachausschusses für Staubtechnik. Meldau war ebenso Gründungsmitglied des am 13. Februar 1928 gegründeten Fachausschuss für Staubtechnik des Gesamtvereins. Neben der Rückgewinnung von Rohstoffen lag Meldaus Augenmerk auf der Sozialhygiene.
Auf Veranlassung des VDI absolvierte Meldau eine längere Reise durch Russland. Die Reiseerlebnisse verarbeitete er später in Buchform unter dem Pseudonym Gaston Robert. 1942 verlegte Meldau Kanzlei und Laboratorium nach Spremberg in die Lausitz. Von dort aus flüchtete er 1945 in den Westen und ließ sich in Harsewinkel nieder. Im selben Jahr erhielt er erneut die Bestellung als Sachverständiger. 1947 gründete er erneut den Fachausschuss für Staubtechnik im VDI. Dessen Vorsitz hatte er von 1948 bis 1956 inne. Er gehörte auch dem Wissenschaftlichen Beirat des VDI an. Meldau war bis 1950 Lehrbeauftragter der Universität Münster, danach bis zu seiner Emeritierung im Jahr 1966 Honorarprofessor an der TH Hannover, wo er Vorlesungen über Geschichte des gewerblichen Rechtsschutzes und über Technik des Industriestaubs abhielt. Als Patentanwalt konnte Meldau 1977 sein 50-jähriges Jubiläum feiern. Bis 1960 praktizierte er in Harsewinkel, danach in Gütersloh.
Meldau war Vater von zwei Söhnen und einer Tochter.

## Ehrungen
- Ehrenbürger der TU Hannover
- 1914/1918: Eisernes Kreuz Zweiter und Erster Klasse[Anm 1]
- 1953: Ehrenzeichen des VDI[5]
- 1962: Großes Bundesverdienstkreuz[Anm 2]
- 1969: Goldenes Rad des Technischen Hilfswerks

## Werke (Auswahl)
- Der Industriestaub. VDI-Verlag, Berlin 1926.
- Weisen zum Werk. Graphische Betriebe Mohn & Co, Gütersloh 1966 (als Gaston Robert).
- Zeichen – Warenzeichen – Marken. Verlag Gehlen, Bad Homburg vor der Höhe 1967.
- Eiswein aus blauen Trauben. Ernst Precht Verlag, Bad Oeynhausen 1972 (als Gaston Robert).